# Стефан Азіз Кі
Стефан Азіз Кі (фр. Stephane Aziz Ki, нар. 3 березня 1996, Абіджан) — буркінійський футболіст, нападник марокканського клубу «Відад» (Касабланка) та національної збірної Буркіна-Фасо.
Виступав також за клуби «Омонія», «АФАД Джекану» та «Янг Афріканс».
Дворазовий чемпіон Танзанії.

## Клубна кар'єра
Народився 3 березня 1996 року в місті Абіджан.
У дорослому футболі дебютував 2015 року виступами за команду «Сан-Роке», в якій провів один сезон, взявши участь у 24 матчах чемпіонату. 
Своєю грою за цю команду привернув увагу представників тренерського штабу клубу «Омонія», до складу якого приєднався 2017 року. Відіграв за нікосійську команду наступний сезон своєї ігрової кар'єри.
Згодом з 2018 по 2019 рік грав у складі команд «Аріс» та «Неа Саламіна».
У 2019 році уклав контракт з клубом «АФАД Джекану», у складі якого провів наступні два роки своєї кар'єри гравця. 
Протягом 2021—2022 років захищав кольори клубу «АСЕК Мімозас».
З 2022 року три сезони захищав кольори клубу «Янг Афріканс». 
До складу клубу «Відад» (Касабланка) приєднався 2025 року. 

## Виступи за збірну
У 2017 році дебютував в офіційних матчах у складі національної збірної Буркіна-Фасо.
У складі збірної був учасником Кубка африканських націй 2023 року у Кот-д'Івуарі.
| Дата       | Місто        | Господарі    | Результат | Гості             | Турнір                                     | Голи | Примітки |
| ---------- | ------------ | ------------ | --------- | ----------------- | ------------------------------------------ | ---- | -------- |
| 24-3-2017  | Марракеш     | Марокко      | 2 – 0     | Буркіна-Фасо      | товариський матч                           | -    | 63'      |
| 7-10-2017  | Йоганнесбург | ПАР          | 3 – 1     | Буркіна-Фасо      | Відбір до ЧС 2018                          | -    | 69'      |
| 29-3-2022  | Брюссель     | Бельгія      | 3 – 0     | Буркіна-Фасо      | товариський матч                           | -    | 59'      |
| 3-6-2022   | Марракеш     | Буркіна-Фасо | 2 – 0     | Кабо-Верде        | Відбір до Кубка африканських націй 2023    | -    | 88'      |
| 7-6-2022   | Йоганнесбург | Есватіні     | 1 – 3     | Буркіна-Фасо      | Відбір до Кубка африканських націй 2023    | 1    | 81'      |
| 27-9-2022  | Касабланка   | Буркіна-Фасо | 2 – 1     | Коморські Острови | товариський матч                           | -    | 74'      |
| 18-6-2023  | Прая         | Кабо-Верде   | 3 – 1     | Буркіна-Фасо      | Відбір до Кубка африканських націй 2023    | -    | 73'      |
| 8-9-2023   | Марракеш     | Буркіна-Фасо | 0 – 0     | Есватіні          | Відбір до Кубка африканських націй 2023    | -    | 71'      |
| 17-10-2023 | Касабланка   | Буркіна-Фасо | 2 – 1     | Мавританія        | товариський матч                           | 1    |          |
| 17-11-2023 | Марракеш     | Буркіна-Фасо | 1 – 1     | Гвінея-Бісау      | Відбір до ЧС 2026                          | -    | 74'      |
| 21-11-2023 | Ель-Джадіда  | Ефіопія      | 0 – 3     | Буркіна-Фасо      | Відбір до ЧС 2026                          | -    | 72'      |
| 5-1-2024   | Кіш          | Іран         | 2 – 1     | Буркіна-Фасо      | товариський матч                           | -    | 46'      |
| 16-1-2024  | Буаке        | Буркіна-Фасо | 1 – 0     | Мавританія        | Кубок африканських націй 2023 - 1-й етап   | -    | 86'      |
| 23-1-2024  | Ямусукро     | Ангола       | 2 – 0     | Буркіна-Фасо      | Кубок африканських націй 2023 - 1-й етап   | -    | 89'      |
| 30-1-2024  | Короґо       | Малі         | 2 – 1     | Буркіна-Фасо      | Кубок африканських націй 2023 - 1/8 фіналу | -    | 87'      |
| 22-3-2024  | Касабланка   | Буркіна-Фасо | 1 – 2     | Лівія             | товариський матч                           | -    | 75'      |
| 10-6-2024  | Бамако       | Буркіна-Фасо | 2 – 2     | Сьєрра-Леоне      | Відбір до ЧС 2026                          | -    | 69'      |
| 10-10-2024 | Абіджан      | Буркіна-Фасо | 4 – 1     | Бурунді           | Відбір до Кубка африканських націй 2025    | -    | 69'      |
| Усього     |              | Матчів       | 18        |                   | Голів                                      | 2    |          |

## Титули і досягнення

### Командні
- Чемпіон Танзанії (2):

«Янг Афріканс»: 2022-2023, 2023-2024

### Особисті
- Кращий бомбардир Чемпіонату Танзанії: 2023-2024 (21 м'яч)